# Уорд, Джозеф Джордж
Сэр Джо́зеф Джордж Уо́рд, 1-й баронет, (англ. Sir Joseph George Ward, 1st Baronet; 26 апреля 1856 — 8 июля 1930) — 17-й премьер-министр Новой Зеландии (1906—1912 и 1928—1930).

## Ранние годы
Уорд родился в Мельбурне. Его семья была родом из Ирландии, поэтому его воспитывали в католической вере. Его отец, как полагают, страдал от алкоголизма и умер в 1860 году, в возрасте 31 года, поэтому Уорда вырастила мать Ханна. В 1863 году семья переехала в Блафф (ныне Кэмпбеллтаун), в Южном регионе, Новой Зеландии в поисках финансового благополучия — Ханна Уорд открыла магазин и гостиницу.
Джозеф Уорд получил начальное образование в Мельбурне и Блаффе. Он не посещал среднюю школу. Однако он много читал, а его мать научила его умению вести дела. В большинстве источников его описывают как очень энергичного, увлечённого и амбициозного — большинство этих качеств достались ему от матери, которая стремилась добиться финансовой обеспеченности своих детей. В 1869 году он устроился работать на почту, а позже стал служащим. Затем при финансовой поддержке матери Уорд стал успешным торговцем зерном, работавшим с недавно основанной фермерской общиной Саутленда.

## Начало политической карьеры
Вскоре Уорд начал заниматься местной политикой. В 1878 году он был избран в городской совет Кэмпбеллтауна (Блаффа), несмотря на то, что ему был лишь 21 год, а позже стал мэром. Он также вошёл в портовый совет Блаффа и в итоге возглавил его.
В 1887 году успешно выставил свою кандидатуру в парламент от округа Ауаруа. Уорд поддерживал таких политиков как Джулиус Фогель и Роберт Стаут, лидеров либерального крыла парламента, что было необычно для жителей крайнего юга. Уорд получил известность как сильный участник дебатов по экономическим вопросам.
В 1891 году, когда недавно созданная Либеральная партия пришла к власти, новый премьер-министр Джон Балланс, назначил Уорда главой почтового ведомства. Позже, когда после смерти Балланса, правительство возглавил Ричард Седдон, Уорд стал Казначеем (министром финансов). Уорд считал, что государство существует для поддержки и развития частных предприятий, и его деятельность во главе казначейства была отражением этих взглядов.
Растущая загрузка Уорда государственными делами вынудила его забросить собственный бизнес, и личное финансовое состояние Уорда стало ухудшаться. В 1896 году судья признал его «безнадёжным должником». Уорд как казначей оказался в сложном положении и 16 июня был вынужден подать в отставку. В 1897 году он объявил себя банкротом и в соответствии с законом должен быть оставить депутатское кресло. Однако лазейка в законе позволяла ему снова выдвинуть свою кандидатуру на выборах, что он и сделал, и на дополнительных выборах был избран с подавляющим большинством. На самом деле его финансовые трудности принесли ему популярность, Уорд был хорошо известен как покровитель Саутленда, и, по общему мнению, стал жертвой своих врагов из-за ошибки совершённой без злого умысла.
Постепенно Уорд восстановил свой бизнес и рассчитался с кредиторами. Ричард Седдон остававшийся главой правительства, восстановил Уорда в правительстве. Он постепенно стал одним из наиболее заметных сторонников Седдона, и стал рассматриваться как его возможный преемник. Поскольку пребывание у власти Седдона затягивалось, некоторые полагали, что Уорд должен бросить вызов Седдону в борьбе за пост лидера, но Уорд отказался от этого.
В составе правительства Уорд отвечал за законодательное закрепление государственных гарантий Банка Новой Зеландии (1894), внесение поправок в закон о поселенцах (1894), почтовое обслуживание стоимостью в один пенни (1901), и план переквалификации для строителей железной дороги (1902). Он привлёк крупные зарубежные займы для осуществления программы социальной защиты либерального правительства (1896—1906). В 1901 году он принял участие созданием первого в мире министерства здравоохранения. В том же году ему было пожаловано рыцарское звание.
В 1906 году Седдон неожиданно скончался. В это время Уорд был в Лондоне. По общему согласию, было решено, что Уорд возглавит правительство, хотя обратное путешествие заняло два месяца, и на это время премьером стал Уильям Холл-Джонс. 6 августа 1906 года Уорд принёс присягу и вступил в должность.

## Первый раз во главе правительства
6 ноября 1908 года в Магануи-о-те-Ао Уорд забил церемониальный «последний костыль» завершивший строительство главной железнодорожной магистрали Северного острова (англ. North Island Main Trunk).
Большинство не считало Уорда деятелем того же масштаба, что и Седдон. Многие считали, что разнообразие интересов в Либеральной партии уравновешивается только сильными личными качествами Седдона, его силой убеждения, многим казалось, что Уорд не обладает такими качествами. Постоянные внутренние разногласия привели к нерешительности и частым сменам политики и в конечном итоге парализовали правительство. Одновременно нарастал конфликт между двумя основными группами избирателей поддерживающих либералов: городскими рабочими левых убеждений и консервативными мелкими фермерами, а у Уорда отсутствовала какая-либо последовательная стратегия для решения этой проблемы — любая попытка сделать уступку одной из групп вызывала негодование другой. Уорд всё более сосредотачивался на внешней политике, в чём его противники видели знак, того он не способен справиться со внутренними проблемами.
На выборах 1908 года либералы получили большинство, но после выборов 1911 года в парламенте сложилась патовая ситуация. Либералы выиграли время благодаря решающему голосу спикера палаты, но Уорд разочарованный результатом выборов, подал в отставку в марте следующего года. Партия выбрала в качестве его преемника министра сельского хозяйства Томаса Маккензи, однако правительство Маккензи продержалось лишь несколько месяцев.
Большинство полагало, что политическая карьера Уорда завершилась, он стал рядовым депутатом, и отказался от нескольких предложений возглавить дезорганизованных либералов. Он занялся относительно мелкими делами, и со своей семьёй отправился в Англию, где 20 июня 1911 года король Георг V произвёл его в баронеты.

## Лидер оппозиции
Однако, в конце концов, 11 сентября 1913 года, он принял предложение снова возглавить Либеральную партию. Он добился нескольких важных уступок со стороны партии, настаивая на очень высоком уровне личной власти, поскольку он понимал, что главной причиной поражений партии стало неэффективное управление. Кроме того, Уорд заключил союз с набирающим силу рабочим движением, представители которого теперь назначались на многие посты.
12 августа 1915 года Уорд принял предложение Уильяма Мэсси и правящей Реформистской партии создать совместную администрацию на время Первой мировой войны. Уорд стал заместителем главы администрации и министром финансов. Отношения между Уордом и Мэсси были напряжёнными, кроме разницы в политических взглядах, Уорд был ирландским католиком, а Мэсси — ирландским протестантом. Совместная администрация завершила работу 21 августа 1919 года.
На дополнительных выборах 1919 года, Уорд потерпел поражение в округе Ауаруа и покинул парламент. В 1923 года он выдвинул свою кандидатуру на дополнительных выборах в округе Тауранга, но потерпел поражение от незначительного кандидата реформистов Чарльза Макмиллана. Казалось, что у Уорда больше нет сил. Тем не менее на выборах 1925 года он с трудом вернул себе место в парламенте, будучи избранным от округа Инверкагилл. Уорд выдвигался от имени Либеральной партии, несмотря на то что остатки либералов уже называли себя разными именами, его противники говорили, что он живёт прошлым, и пытается победить в давно прошедших сражениях. Кроме того, здоровье Уорда ухудшалось.
Тем не менее, в 1928 году остатки Либеральной партии снова объединились под названием Объединённой партии вокруг Джорджа Форбса (лидера одной из фракций либералов), Билла Вейтча (лидера другой фракции), и Альберта Дэви (бывшего организатора Реформистской партии). И Форбс и Вейтч претендовали на лидерство в партии, но ни один из них не мог добиться решительного преимущества. В итоге, Дэви предложил Уорда, как компромиссного кандидата, вероятно рассчитывая, что статус Уорда, как бывшего премьер-министра должен создать чувство единства.

## Второй раз во главе правительства
Уорд принял предложение и стал лидером новой Объединённой партии. Однако, его здоровье оставалось плохим, и эти его обязанности оказались для него сложными. Во время предвыборной кампании 1928 года Уорд поразил своих сторонников и общество обещанием взять заём в 70 млн фунтов, чтобы течение года привести экономику страны в порядок, вероятно, это была ошибка, вызванная плохим зрением Уорда. Несмотря на резкие нападки на его партию, сделавшую такое «обещание», это оказалось достаточно для массовой поддержки Объединённой партии. На выборах Объединённая партия получила столько же мест, сколько и Реформистская партия. При поддержке Лейбористской партии Уорд снова стал премьер-министром, спустя 22 года после первого вступления в должность главы правительства.
Однако здоровье Уорда продолжало ухудшаться. Он перенёс несколько сердечных приступов, и вскоре большая часть полномочий фактически перешла Джорджу Форбсу. Тем не менее Уорд решил не подавать в отставку и оставался премьер-министром, даже после того как он утратил способность выполнять свои обязанности. В конце концов, 28 мая 1930 года Уорд уступил сильному давлению со стороны своих коллег и семьи, и передал пост премьера Форбсу.
Вскоре после этого, 8 июля он скончался. Он был с почестями похоронен в Блаффе. На его место в парламенте от Инверкагилла был избран его сын Винсент.

## Интересные факты
- Леди Уорд в 1909—1912 возглавляла веллингтонское отделение лиги Виктории.